# Вилаурбана
Вилаурбана (итал. Villaurbana) је насеље у Италији у округу Ористано, региону Сардинија.
Према процени из 2011. у насељу је живело 1701 становника. Насеље се налази на надморској висини од 89 м.

## Становништво
| 1931. | 1936. | 1951. | 1961. | 1971. | 1981. | 1991. | 2001. | 2011. |
| ----- | ----- | ----- | ----- | ----- | ----- | ----- | ----- | ----- |
| 1.462 | 1.640 | 2.017 | 2.083 | 2.074 | 2.018 | 1.937 | 1.794 | 1.731 |